# Scott Sharp
Scott Sharp (Norwalk, 14 febbraio 1968) è un pilota automobilistico statunitense, campione della Indy Racing League nel 1996.

## Carriera
Dopo diversi anni trascorsi nella serie Sports Car Club of America (SCCA), Scott Sharp nel 1993 si affaccia nel mondo delle corse del campionato CART, dove rimarrà per i successivi tre anni. Nel 1996 fece il suo esordio nella Indy Racing League vincendo il campionato. Ha corso nella IRL fino al 2009 quando disputò solamente la 500 Miglia di Indianapolis. Non è mai riuscito a vincere la prestigiosa corsa, nemmeno quando nel 2001 partì in pole-position.
Abbandonata la IndyCar Series dal 2008 prende parte al campionato della American Le Mans Series dove milita ancora oggi con risultati alterni. Nel 2009 ha vinto il campionato gareggiando per il team Patròn Highcroft.